# جان اوگست
جان اوگست (انگلیسی: John August؛ زادهٔ ۴ اوت ۱۹۷۰) فیلم‌نامه‌نویس و کارگردان اهل ایالات متحده آمریکا است.